# Proteopharmacis trinotata
Proteopharmacis trinotata är en fjärilsart som beskrevs av Butler 1882. Proteopharmacis trinotata ingår i släktet Proteopharmacis och familjen mätare. Inga underarter finns listade i Catalogue of Life.